# Земський писар
Земський писар — урядник земський у  Великого князівства Литовського та Королівства Польського Речі Посполитої, член земського суду.

## Історія та обов'язки уряду
Перша згадка про уряд писаря земського вперше на українських датується 1423 роком (Холмська земля). Цей уряд у ієрархії «земських диґнітаріїв» був спочатку п'ятим після підсудка, після 1589 року — четвертим.
Писар земський призначався великим князем (пізніше — королем) з 4 кандидатів від шляхти, обраних на повітовому сеймику. Кандидат повинен був бути людиною «доброю», набожною, доброчесною, гідною, знати закони і бути писемним; бути уродженцем Великого князівства Литовського (пізніше — Речі Посполитої), мати нерухомість у повіті. При вступі на посаду писар складав присягу, згідно з якою зобов'язувався записувати судові обговорення, висловлювання, рішення нічого не додаючи і не видаляючи, радити судді та підсудку, слідкувати за записами, видавати сторонам процесу копії виписок із земських книг. Писар повинен знати руську мову і вміти нею писати.
Суддя земський та підсудок радилися з писарем щодо справ чи вироків. Земський писар повинен був оформлювати вирок суду на підставі протоколу засідання, підписаного суддею або підсудком. Він повинен був вносити вироки до земських книг і після перевірки правильності суддею і підсудком видавати сторонам позову виписки. Він також готував судові повістки (позови), листи поруки тощо, вів книги суду. Всі листи і виписки, які виходили із земського суду, їхні копії, підписував писар, зокрема й позови до нього самого як відповідача. У розпорядженні писаря знаходилася повітова печатка з зображенням герба «Погоні», яка прикладалася лише до позовів. Існували певні вимоги до праці писаря. Вони не повинні були викладати справи надто об'ємно, повинні були додавати все, що вимагали сторони судового розгляду чи їхні адвокати, проте не пізніше, ніж через 3 дні після вироку суду.
Писар отримував винагороду від учасників судових справ з оплат за виконання судових прерогатив і від діяльності земської судової канцелярії.
Після створення 1792 року зем'янських судів, які об'єднали земські та гродські суди, діяли писарі зем'янські актові і писарі зем'янські декретові. Проте, за рішенням Гродненського сейму 1793 року, були знову введені земські суди.